# Helmut Vetter
Helmut Vetter (Rastenberg, 21 maart 1910 - Landsberg, 2 februari 1949) was een Duitse SS-arts in het concentratiekamp Auschwitz. Hij was ook lid van de Nationaalsocialistische Duitse Arbeiderspartij.
Vetters voornaamste taak was de selectie maken bij aankomst van een nieuw transport met Joden. Hij bepaalde welke Joden nog bruikbaar waren om te werken en welke Joden naar de gaskamers moesten worden gestuurd. Na de oorlog werd Vetter schuldig bevonden voor het plegen van misdaden tegen de menselijkheid. Hij werd in de gevangenis van Landsberg opgehangen.

## Lidmaatschapsnummers
- NSDAP-nr.: 5 393 805 (lid geworden 1937)
- SS-nr.: 126 917 (lid geworden oktober 1933)